# Aeroportul St. George
Aeroportul St. George (IATA: STG, ICAO: PAPB, FAA LID: PBV) este un aeroport din Alaska, Statele Unite ale Americii ce deservește zona St. George. Aeroportul a fost tranzitat în 2019 de 778 de pasageri. A fost numit după zona deservită.
Situat la o altitudine de 38 m, aeroportul dispune de 1 pistă. Este operat de Alaska Department of Transportation & Public Facilities⁠(d).

## Infrastructură

### Piste
Aeroportul dispune de o singură pistă. Pista 11/29 are suprafața de asfalt și dimensiunile 4.982 picioare × 150 picioare. 